# Barbara Steitz-Lausen
Barbara Steitz-Lausen (* 15. September 1954 in Saarbrücken; † 10. Dezember 2021 in Freiburg im Breisgau) war eine deutsche Künstlerin.

## Biografie
Barbara Steitz-Lausen wurde 1954 in Saarbrücken als Tochter des Künstlers und Kunstpädagogen Erwin Steitz geboren.  Von 1973 bis 1978 studierte Barbara Steitz Malerei an der Staatlichen Akademie der Bildenden Künste Karlsruhe bei Albrecht von Hancke und Kunstwissenschaft an der Universität Karlsruhe (TH) mit Erstem Staatsexamen. Nach einem Referendariat für das Lehramt von 1979 bis 1981 legte sie ihr Zweites Staatsexamen ab. Ab 1981 lebte sie als freischaffende Künstlerin in Karlsruhe und Paris und übersiedelte 1995 nach Freiburg im Breisgau.

## Werk
Charakteristisch für die Werke der Künstlerin ist der freie Umgang mit Farben. Zusammen mit den vielfältig kontrastierenden Formen in teilweise multiperspektivischen Räumen entsteht der ganz spezielle Kosmos von Barbara Steitz. Die Inspiration dazu geben ihr Elemente der Alltagswelt wie Tiere, Pflanzen, Steine. Immer wieder hat sie sich mit dem menschlichen Antlitz beschäftigt. Dabei ging es ihr nicht um individuelle Physiognomien, sondern vielmehr um eine überzeitliche, eher immaterielle Erscheinung als Spiegel seelischer Vorgänge. Hier sieht sie auch eine Gemeinsamkeit zwischen Mensch und Tier, weshalb sie überdimensionale Menschen- bzw. Tierköpfe scheinbar schwerelos im Raum schweben lässt, abgeklärt und in sich ruhend.

## Ausstellungen (Auswahl)
- 1982: Kunstsituation Saar, Skulpturenmuseum Marl[2]
- 1987: Kunst-Szene-Saar, Landeskunstausstellung Saar[2]
- 1988: Grandes et Jeunes d’Aujourd’hui, Grand Palais, Paris
- 1989: Kunst-Szene-Saar, Landeskunstausstellung Saar[2]
- 1991: Kunst-Szene-Saar, Landeskunstausstellung Saar[2]
- 1999: Pro viele, Stadtgalerie Saarbrücken[3]
- 2003: Kunst los, Stadtgalerie Saarbrücken[4]
- 2008: Katzentrisch, Kunstverein Dillingen im Alten Schloß[2]
- 2015: Heldenmythen – Heldentaten – Heldentod, Saarländisches Künstlerhaus[5]

## Auszeichnungen und Preise
- 1983 Kunstpreis Zweibrücken des Kunstvereins Zweibrücken[6]
- 1985 Stipendium Cité Internationale des Arts Paris, vergeben durch  das Land Baden-Württemberg